# Sinodrepanus similis
Sinodrepanus similis là một loài bọ cánh cứng trong họ Bọ hung (Scarabaeidae).